# Paul Bazely
Paul Bazely (Londra, 6 maggio 1968) è un attore britannico famoso per i suoi ruoli in Pirati dei Caraibi - Oltre i confini del mare e la serie TV Black Mirror.

## Filmografia parziale

### Cinema
- La fiera della vanità (Vanity Fair), regia di Mira Nair (2004)
- Pirati dei Caraibi - Oltre i confini del mare (Pirates of the Caribbean: On Stranger Tides), regia di Rob Marshall (2011)
- Jadoo, regia di Amit Gupta (2013)
- Tula: The Revolt, regia di Jeroen Leinders (2013)
- Pirati dei Caraibi - La vendetta di Salazar (Pirates of the Caribbean: Dead Men Tell No Tales), regia di Joachim Rønning ed Espen Sandberg (2017)
- Star Wars: Gli ultimi Jedi (Star Wars: The Last Jedi), regia di Rian Johnson (2017)
- Waiting fo the Barbarians, regia di Ciro Guerra (2019)
- Crudelia, regia di Craig Gillespie (2021)
- Dungeons & Dragons - L'onore dei ladri, regia di Jonathan Goldstein e John Francis Daley (2023)

### Televisione
- Casualty - serie TV (1993-2006)
- Medics - serie TV (1993)
- New Voices - serie TV (1994)
- Heartbeat - serie TV (1998)
- Waking the Dead - serie TV (2002)
- Doctors - serial TV, 5 puntate (2003, 2020)
- Canterbury Tales - miniserie TV (2004)
- IT Crowd - sitcom, episodio 3x01 (2008)
- Doctor Who - serie TV, episodio 6x14 (2011)
- Critical - serie TV (2015)
- Black Mirror - serie TV, episodio 3x03 (2016)
- The Hollow Crown - miniserie TV, 1 puntata (2016)
- Quiz - miniserie TV, 2 puntate (2020)
- The Sister – miniserie TV, 4 puntate (2020)
- L'ispettore Barnaby (Midsomer Murders) - serie TV, episodio 22x03 (2021)
- Feel Good – serie TV, 4 episodi (2022)
- Harry Palmer - Il caso Ipcress (The Ipcress File) – miniserie TV, 6 puntate (2022)
- Citadel – serie TV, episodio 1x05 (2023)

## Doppiatori italiani
- Enrico Pallini in Pirati dei Caraibi - Oltre i confini del mare
- Alessio Cigliano in Harry Palmer - Il caso Ipcress
- Mauro Gravina in Citadel